# NGC 5079
NGC 5079 ist eine Balken-Spiralgalaxie vom Hubble-Typ SBbc/P im Sternbild Jungfrau auf der Ekliptik. Sie ist schätzungsweise 96 Millionen Lichtjahre von der Milchstraße entfernt und hat einen Durchmesser von etwa 40.000 Lichtjahren. Gemeinsam mit NGC 5076 und NGC 5077 bildet sie das Galaxientrio Holm 514.

Im selben Himmelsareal befinden sich u. a. die Galaxien NGC 5070, NGC 5088, NGC 5097, NGC 5099.
Das Objekt wurde am 11. Mai 1784 vom deutsch-britischen Astronomen Wilhelm Herschel, zusammen mit NGC 5076 und NGC 5077, mit einem 18,7-Zoll-Spiegelteleskop entdeckt, der sie dabei mit „The two most south of three. ... The most southern ... eF, eS. Verified with 240 power“ beschrieb. Sein Sohn, der britische Astronom  John Herschel, notierte bei einer Beobachtung im Jahr 1835 „faint, small, round. The 3rd of a group of 3“.